# John Drainie
John Drainie est un acteur canadien né le 1er avril 1916 à Vancouver (Canada), mort le 30 octobre 1966 à Toronto (Canada).

## Filmographie
- 1949 : Family Circles : Narrator (voix)
- 1952 : Sunshine Sketches (série télévisée) : Narrator
- 1952 : Land of the Long Day : Narrator (voix)
- 1954 : Man Is a Universe : Narrator (voix)
- 1954 : The Grievance : Narrator (voix)
- 1954 : The Charwoman : Narrator (voix)
- 1954 : Aircrew : Narrator (voix)
- 1955 : The Structure of Unions : Narrator (voix)
- 1955 : Road of Iron : Narrator (voix)
- 1955 : No Longer Vanishing : Narrator (voix)
- 1955 : Eye Witness No. 76 : Narrator (voix)
- 1955 : Eye Witness No. 75 : Narrator (voix)
- 1955 : Maggie Muggins (série télévisée) : Mr. McGarrity (1955-1956)
- 1956 : Anne of Green Gables (en) (TV) : Matthew
- 1958 : Now That April's Here : Tom Boultbee (segment "Rocking Chair")
- 1962 : Jake and the Kid: Political Dynamite : Jake
- 1962 : Scarlett Hill (série télévisée)
- 1963 : The Incredible Journey : Professor Jim Hunter
- 1964 : Pale Horse, Pale Rider (TV)
- 1964 : This Hour Has Seven Days (série télévisée) : Host (1964-1965)
- 1966 : King Kong (série télévisée) : Various characters (voix)